# Mijajlovac
Mijajlovac (en serbe cyrillique : Мијајловац) est un village de Serbie situé dans la municipalité de Trstenik, district de Rasina. Au recensement de 2011, il comptait 490 habitants.

## Démographie
| 1948 | 1953 | 1961 | 1971 | 1981 | 1991 | 2002 | 2011 |
| ---- | ---- | ---- | ---- | ---- | ---- | ---- | ---- |
| 699  | 725  | 745  | 724  | 724  | 656  | 548  | 490  |

|  |